# Тошпи
То́шпи (коми Тошпи) — деревня в городском округе Инта Республики Коми России.

## Этимология
Топоним образован соединением двух слов языка коми тош — «борода», и пи — «сын». Тошпи — «сын Бородача».

## История
По состоянию на 1920 год, в населённом пункте имелось 2 двора и проживало 19 человек (9 мужчин и 10 женщин). В административном отношении входил в состав Адзьвинского общества Верхнеусинской волости Ижмо-Печорского уезда.

## География
Деревня находится в северо-восточной части Республики Коми, на правом берегу реки Усы, вблизи места впадения в неё в реки Тошпишор, на расстоянии примерно 70 километров (по прямой) к северо-востоку от города Инты, административного центра района.
Климат
Климат характеризуется как умеренно континентальный, с продолжительной морозной многоснежной зимой и коротким холодным летом. Средняя температура воздуха самого тёплого месяца (июля) составляет 14,6 °C; самого холодного (января) — −20,3 °C. Среднегодовое количество атмосферных осадков составляет 547 мм.
Часовой пояс
Тошпи, как и вся Республика Коми, находится в часовой зоне МСК (московское время). Смещение применяемого времени относительно UTC составляет +3:00.

## Население
| 2010 |
| ---- |
| 3    |

Гендерный состав
По данным Всероссийской переписи населения 2010 года в гендерной структуре населения мужчины составляли 33,3 %, женщины — соответственно 66,7 %.
Национальный состав
Согласно результатам переписи 2002 года, в национальной структуре населения русские составляли 67 % из 3 чел., коми — 33 %.